# Alessandro Cane
Alessandro Cane (Riva del Garda, 4 de novembre de 1945 – Roma, 23 de setembre de 2010) va ser un director de cinema i televisió i actor italià.

## Biografia
Es va entusiasmar amb el teatre des de ben petit i va fundar la companyia de teatre experimental Artaud el 1966. Dos anys més tard, va protagonitzar dos llargmetratges de Bernardo Bertolucci i Liliana Cavani, i al mateix temps va començar a dirigir la sèrie de televisió Sperimentali per la TV, on aviat va ser vist com un talent prometedor. La seva primera pel·lícula ja va rebre el Premi Merconi al millor director. Es va quedar amb aquest mitjà durant les dècades següents i va fer una sèrie d'altres pel·lícules de televisió que no només van tenir èxit sinó que també van guanyar premis a festivals. Al voltant del canvi de mil·lenni es va allunyar de les seves pel·lícules, amb les quals sempre havia participat, i també va dirigir per a sèries de televisió.
A més, va rodar diversos documentals i pel·lícules industrials.

## Filmografia

### Director
- Una lunga linea bianca (1970) - film TV
- La stretta (1970) - film TV
- Viaggio di andata (1972) - film TV
- Tracce sulla neve (1975) - film TV
- L'assassinio di Federico Garcia Lorca (1976) - film TV
- Un amore di Dostoevskij (1978) - miniserie TV
- Nella vita di Sylvia Plath (1980) - film TV
- Una questione privata (1982) - film TV
- Il giovane dottor Freud (1982) - miniserie TV
- La spia a 18 carati (1987) - film TV
- L'ombra della spia (1988) - film TV
- La ragnatela (1991) - minisèrie TV
- La ragnatela 2 (1993) - minisèrie TV
- Incantesimo (1999-2002) - sèrie TV
- Carabinieri 7 (2008) - sèrie TV

### Actor
- Partner, de Bernardo Bertolucci (1968)
- I cannibali, de Liliana Cavani (1970)
- Quando la preda è l'uomo, de Vittorio De Sisti (1972)